# Manlio Scopigno
Manlio Scopigno (Paularo, 20 novembre 1925 – Rieti, 25 settembre 1993) è stato un allenatore di calcio e calciatore italiano, di ruolo terzino. Soprannominato "il Filosofo", è stato il tecnico dello storico scudetto del Cagliari nel 1970.

## Biografia
Nato in Friuli e cresciuto a Rieti, dove si trasferì con la famiglia dopo che il padre, con origini reatine e di professione guardia forestale, venne inviato lì, rimase sempre legato alla cittadina laziale, dove morì nel 1993.
Nel 2005 lo stadio di Rieti è stato intitolato a lui, e dal 2002 nella città si assegna in suo onore il Premio Manlio Scopigno al miglior allenatore di Serie A e di Serie B.
A Cagliari gli è stata dedicata la tribuna stampa dello stadio Sant'Elia (che fu aperto subito dopo il campionato dello scudetto), e nel 2015 gli è stata intitolata una piazza.

## Carriera

### Giocatore
Inizia a giocare con il Rieti (dove si è formato calcisticamente) in Serie C nel ruolo di terzino, dimostrando uno stile di gioco diverso da quello deciso e a volte rude dei difensori del tempo.

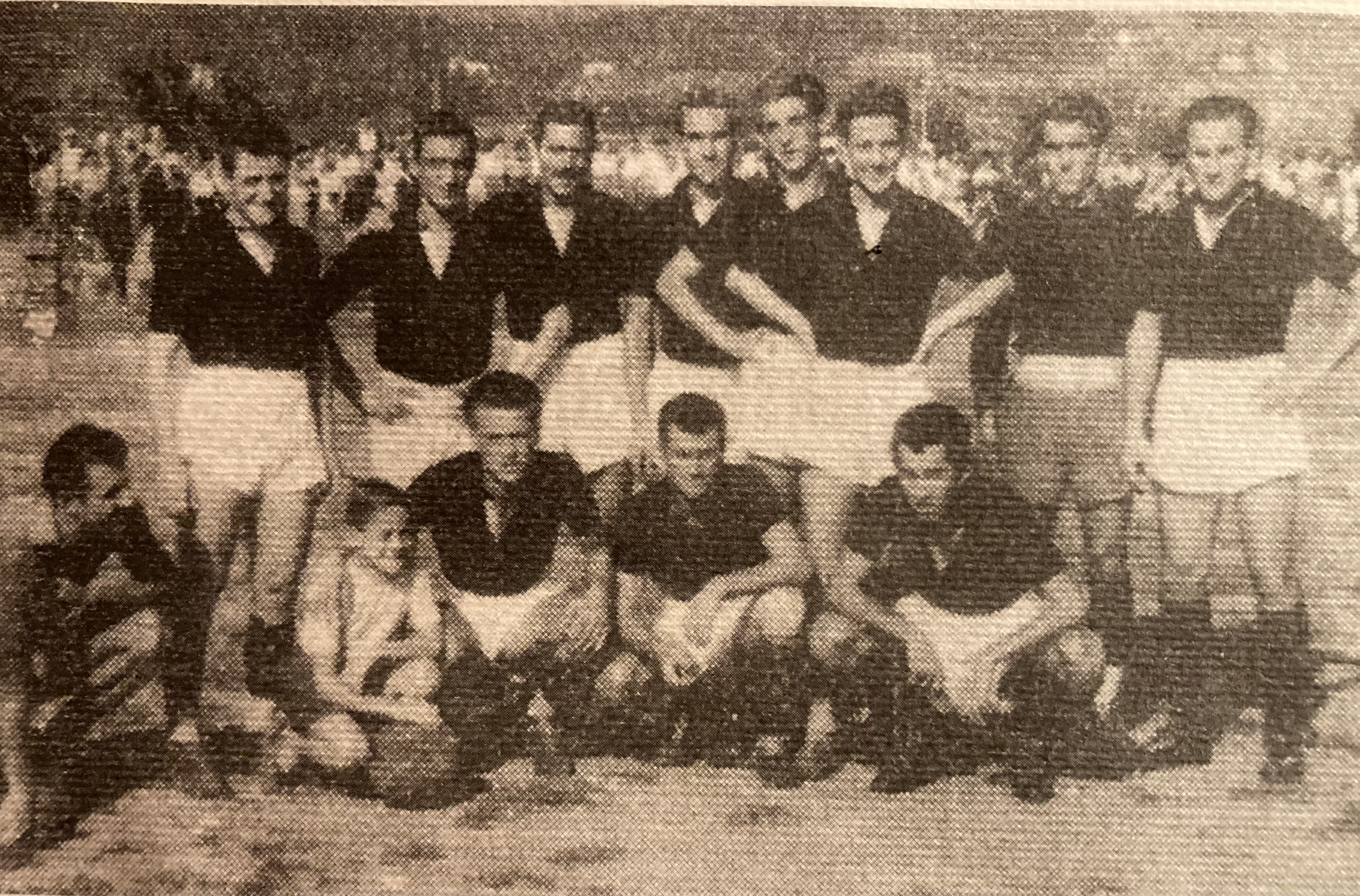
Formazione del ai tempi della Serie B, con Scopigno giocatore

Milita poi in Serie B, nelle file della Salernitana, dove fu protagonista di un singolare evento: nella stagione 1948-1949, alla 38ª giornata, contro il Lecce, in seguito all'infortunio di Aldo De Fazio, fu costretto a giocare come portiere ed incassò 4 gol.
La sua carriera si interrompe bruscamente tre anni dopo quando, al passaggio tra le file del Napoli, è vittima di un terribile incidente (rottura dei legamenti del ginocchio, infortunio all'epoca senza rimedio) durante la sfida casalinga col Como, per ironia della sorte pochi istanti dopo aver segnato la sua prima e unica rete in Serie A.
Il ritorno all'attività è effimero: solo poche presenze nel Catanzaro prima di concludere la propria carriera da giocatore.

### Allenatore
(Pierluigi Cera)
Iniziò ad allenare nelle serie minori con il Rieti (in due periodi diversi), al Todi e all’Ortona, diventando poi amico dell'allenatore del Lanerossi Vicenza, Roberto Lerici, conosciuto ad un corso per allenatori, che lo volle come suo secondo e che, dopo il suo esonero nella stagione 1961-62, lo consigliò ai dirigenti come suo successore; rimase in Veneto fino al 1965, ottenendo due ottimi piazzamenti, un sesto ed un settimo posto, portando il Lane fra le migliori "provinciali".
Passato al Bologna, venne esonerato per essere poi chiamato al Cagliari nell'estate del 1966.

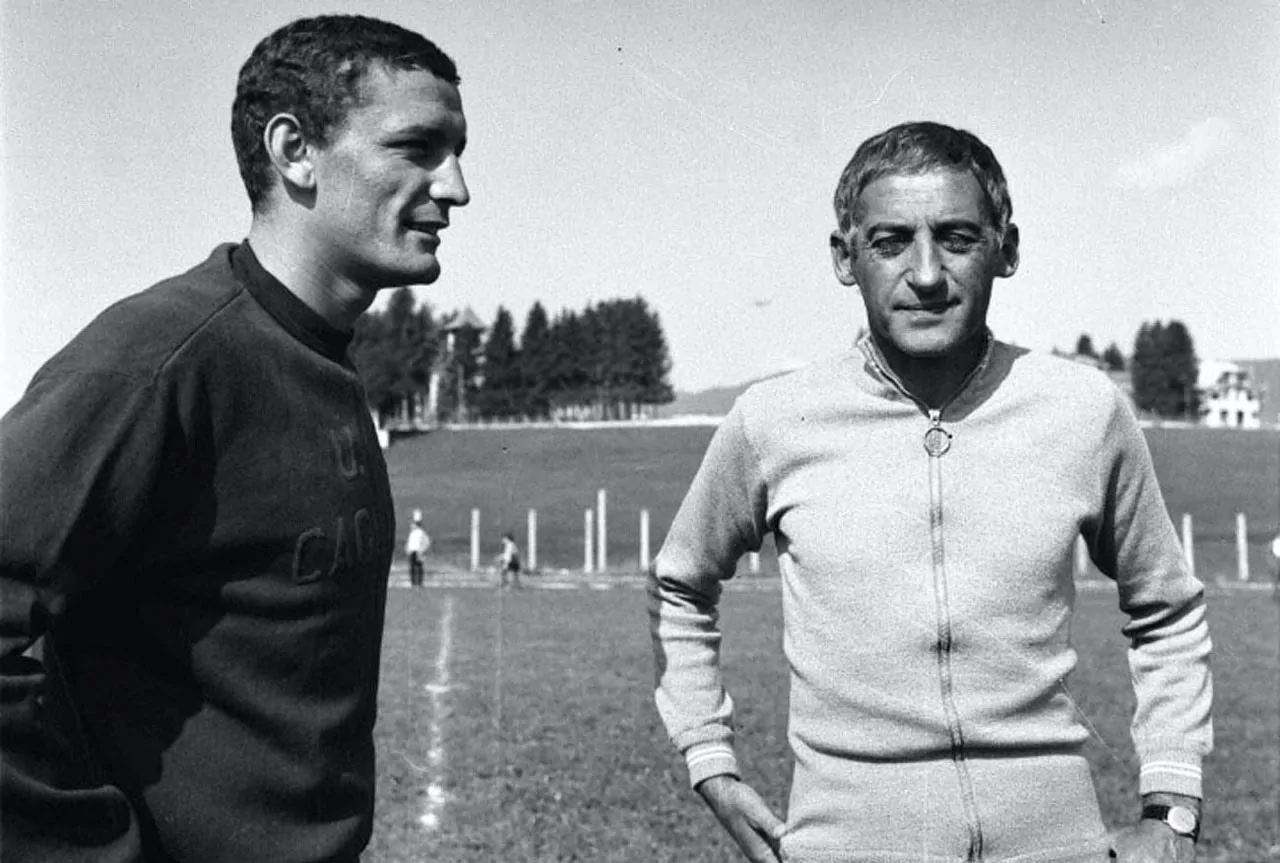
Scopigno a Cagliari tra gli anni sessanta e settanta, in allenamento assieme a Gigi Riva.

Dopo la conquista del sesto posto in campionato, nell'estate 1967 Scopigno guidò i sardi partecipanti al campionato statunitense, organizzato dalla United Soccer Association, in rappresentanza dei Chicago Mustangs: accadde infatti che tale campionato fu disputato da formazioni europee e sudamericane per conto delle franchigie ufficialmente iscritte al campionato, che per ragioni di tempo non avevano potuto allestire le proprie squadre. Scopigno ed i suoi chiusero al terzo posto nella Western Division, con 3 vittorie, 7 pareggi e 2 sconfitte, non qualificandosi per la finale (vinta dai Los Angeles Wolves, rappresentati dal Wolverhampton).
Durante un ricevimento presso l'ambasciata italiana a Washington, fu sorpreso ad urinare nel cortile, episodio che portò con sé una scia di polemiche che avrebbero causato l'allontanamento dalla guida dei rossoblu per la stagione successiva.
Scopigno passa quindi la stagione 1967-1968 ufficialmente da disoccupato. In realtà il tecnico carnico è regolarmente stipendiato dall'Inter affinché sia disponibile alla sostituzione del bizzoso Helenio Herrera, ormai al termine della sua avventura sulla panchina nerazzurra. All'inizio della stagione 1968-1969, tuttavia, torna alla guida del Cagliari.
Nel giro di due anni guida la squadra sarda ai vertici del calcio italiano, con il secondo posto nel 1969 e soprattutto con lo storico scudetto del 1970, l'unico titolo vinto in carriera, anche se non può sedersi in panchina per buona parte del girone di ritorno a causa di una squalifica di cinque mesi per offese ad un guardalinee.

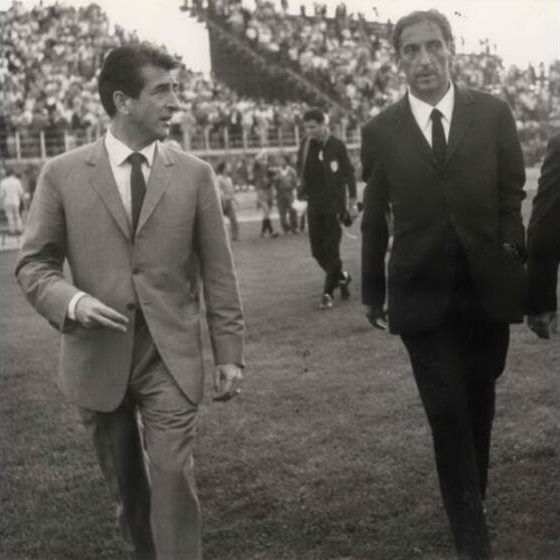
Andrea Arrica (sinistra), vicepresidente e direttore generale del Cagliari, e Scopigno (destra) nel 1970

Dopo la conquista del titolo di Campione d'Italia resta altri due anni in Sardegna, e dopo un anno sabbatico viene ingaggiato dalla Roma per la stagione 1973-1974; abbandona la panchina dopo solo sei giornate, forse dopo aver verificato di non poter reggere la pressione di una piazza come quella romana, molto più esigente di quella cagliaritana.
La stagione successiva accetta, a campionato in corso, di subentrare a Héctor Puricelli e quindi di tornare sulla panchina del L.R. Vicenza coinvolto nella lotta per non retrocedere, non riuscendo tuttavia nello scopo. Scopigno resta alla guida dei biancorossi anche la stagione successiva in Serie B; complice una malattia che lo costringe a letto per mesi, Scopigno lascia la panchina con i berici in zona retrocessione (che alla fine otterranno la salvezza). Da allora non viene più ingaggiato come allenatore.

## Statistiche

### Statistiche da allenatore
In grassetto le competizioni vinte.

#### Club
| Stagione        | Squadra          | Campionato      | Campionato | Campionato | Campionato | Campionato | Coppe nazionali | Coppe nazionali | Coppe nazionali | Coppe nazionali | Coppe nazionali | Coppe continentali | Coppe continentali | Coppe continentali | Coppe continentali | Coppe continentali | Altre coppe | Altre coppe | Altre coppe | Altre coppe | Altre coppe | Totale | Totale | Totale | Totale | % Vittorie | Piazzamento      |
| Stagione        | Squadra          | Comp            | G          | V          | N          | P          | Comp            | G               | V               | N               | P               | Comp               | G                  | V                  | N                  | P                  | Comp        | G           | V           | N           | P           | G      | V      | N      | P      | %          | Piazzamento      |
| --------------- | ---------------- | --------------- | ---------- | ---------- | ---------- | ---------- | --------------- | --------------- | --------------- | --------------- | --------------- | ------------------ | ------------------ | ------------------ | ------------------ | ------------------ | ----------- | ----------- | ----------- | ----------- | ----------- | ------ | ------ | ------ | ------ | ---------- | ---------------- |
| 1953-1954       | Rieti            | Prom.           | 30         | 15         | 10         | 5          | -               | -               | -               | -               | -               | -                  | -                  | -                  | -                  | -                  | -           | -           | -           | -           | -           | 30     | 15     | 10     | 5      | 50,00      | 3°               |
| 1954-1955       | Rieti            | Prom.           | 30         | 11         | 10         | 9          | -               | -               | -               | -               | -               | -                  | -                  | -                  | -                  | -                  | -           | -           | -           | -           | -           | 30     | 11     | 10     | 9      | 36,67      | 4°               |
| 1955-1956       | Todi             | Prom.           | 21         | 10         | 7          | 4          | -               | -               | -               | -               | -               | -                  | -                  | -                  | -                  | -                  | -           | -           | -           | -           | -           | 21     | 10     | 7      | 4      | 47,62      | 4°               |
| 1956-1957       | Todi             | Prom.           | 22         | 8          | 8          | 6          | -               | -               | -               | -               | -               | -                  | -                  | -                  | -                  | -                  | -           | -           | -           | -           | -           | 22     | 8      | 8      | 6      | 36,36      | 4°               |
| Totale Todi     | Totale Todi      | Totale Todi     | 43         | 18         | 15         | 10         |                 | -               | -               | -               | -               |                    | -                  | -                  | -                  | -                  |             | -           | -           | -           | -           | 43     | 18     | 15     | 10     | 41,86      |                  |
| 1957-1958       | Rieti            | Int.            | 30         | 6          | 7          | 17         | -               | -               | -               | -               | -               | -                  | -                  | -                  | -                  | -                  | -           | -           | -           | -           | -           | 30     | 6      | 7      | 17     | 20,00      | 15°, retr.       |
| Totale Rieti    | Totale Rieti     | Totale Rieti    | 90         | 32         | 27         | 31         |                 | -               | -               | -               | -               |                    | -                  | -                  | -                  | -                  |             | -           | -           | -           | -           | 90     | 32     | 27     | 31     | 35,56      |                  |
| 1958-1959       | Ortona           | Int.            | 34         | 9          | 8          | 17         | -               | -               | -               | -               | -               | -                  | -                  | -                  | -                  | -                  | -           | -           | -           | -           | -           | 34     | 9      | 8      | 17     | 26,47      | 15°, retr.       |
| feb.-giu.1962   | Vicenza          | A               | 11         | 4          | 4          | 3          | -               | -               | -               | -               | -               | -                  | -                  | -                  | -                  | -                  | -           | -           | -           | -           | -           | 11     | 4      | 4      | 3      | 36,36      | Sub., 14°        |
| 1962-1963       | Vicenza          | A               | 34         | 13         | 10         | 11         | CI              | 1               | 0               | 0               | 1               | -                  | -                  | -                  | -                  | -                  | -           | -           | -           | -           | -           | 35     | 13     | 10     | 12     | 37,14      | 7°               |
| 1963-1964       | Vicenza          | A               | 34         | 13         | 10         | 11         | CI              | 1               | 0               | 1               | 0               | -                  | -                  | -                  | -                  | -                  | -           | -           | -           | -           | -           | 35     | 13     | 11     | 11     | 37,14      | 6°               |
| 1964-1965       | Vicenza          | A               | 34         | 10         | 10         | 14         | CI              | 1               | 0               | 0               | 1               | -                  | -                  | -                  | -                  | -                  | -           | -           | -           | -           | -           | 35     | 10     | 10     | 15     | 28,57      | 11°              |
| lug.-ott.1965   | Bologna          | A               | 5          | 2          | 1          | 2          | CI              | 1               | 0               | 0               | 1               | -                  | -                  | -                  | -                  | -                  | -           | -           | -           | -           | -           | 6      | 2      | 1      | 3      | 33,33      | Eson.            |
| 1966-1967       | Cagliari         | A               | 34         | 13         | 14         | 7          | CI              | 1               | 0               | 0               | 1               | -                  | -                  | -                  | -                  | -                  | CM          | 2           | 1           | 0           | 1           | 37     | 14     | 14     | 9      | 37,84      | 6°               |
| 1967            | Chicago Mustangs | USA             | 12         | 3          | 7          | 2          | -               | -               | -               | -               | -               | -                  | -                  | -                  | -                  | -                  | -           | -           | -           | -           | -           | 12     | 3      | 7      | 2      | 25,00      | 3°               |
| 1968-1969       | Cagliari         | A               | 30         | 14         | 13         | 3          | CI              | 11              | 5               | 4               | 2               | -                  | -                  | -                  | -                  | -                  | CM          | 2           | 1           | 0           | 1           | 43     | 20     | 17     | 6      | 46,51      | 2°               |
| 1969-1970       | Cagliari         | A               | 30         | 17         | 11         | 2          | CI              | 11              | 5               | 4               | 2               | CdF                | 4                  | 1                  | 1                  | 2                  | -           | -           | -           | -           | -           | 45     | 23     | 16     | 6      | 51,11      | 1°               |
| 1970-1971       | Cagliari         | A               | 30         | 8          | 14         | 8          | CI              | 3               | 2               | 0               | 1               | CC                 | 4                  | 2                  | 0                  | 2                  | CAI+TP      | 4+4         | 3+0         | 0+2         | 1+2         | 45     | 15     | 16     | 14     | 33,33      | 7°               |
| 1971-1972       | Cagliari         | A               | 30         | 15         | 9          | 6          | CI              | 4               | 2               | 2               | 0               | -                  | -                  | -                  | -                  | -                  | CAI         | 4           | 1           | 1           | 2           | 38     | 18     | 12     | 8      | 47,37      | 4°               |
| Totale Cagliari | Totale Cagliari  | Totale Cagliari | 154        | 67         | 61         | 26         |                 | 30              | 14              | 10              | 6               |                    | 8                  | 3                  | 1                  | 4                  |             | 16          | 6           | 3           | 7           | 208    | 90     | 75     | 43     | 43,27      |                  |
| lug.-nov.1973   | Roma             | A               | 6          | 2          | 0          | 4          | CI              | 4               | 0               | 4               | 0               | -                  | -                  | -                  | -                  | -                  | -           | -           | -           | -           | -           | 10     | 2      | 4      | 4      | 20,00      | Eson.            |
| apr.-mag.1975   | Vicenza          | A               | 5          | 1          | 2          | 2          | -               | -               | -               | -               | -               | -                  | -                  | -                  | -                  | -                  | -           | -           | -           | -           | -           | 5      | 1      | 2      | 2      | 20,00      | Sub., 14°, retr. |
| 1975-feb.1976   | Vicenza          | B               | 20         | 5          | 8          | 7          | CI              | 4               | 0               | 2               | 2               | -                  | -                  | -                  | -                  | -                  | -           | -           | -           | -           | -           | 24     | 5      | 10     | 9      | 20,83      | Dimiss.          |
| Totale Vicenza  | Totale Vicenza   | Totale Vicenza  | 138        | 46         | 44         | 48         |                 | 7               | 0               | 3               | 4               |                    | -                  | -                  | -                  | -                  |             | -           | -           | -           | -           | 145    | 46     | 47     | 52     | 31,72      |                  |
| Totale carriera | Totale carriera  | Totale carriera | 482        | 179        | 163        | 140        |                 | 42              | 14              | 17              | 11              |                    | 8                  | 3                  | 1                  | 4                  |             | 16          | 6           | 3           | 7           | 548    | 202    | 184    | 162    | 36,86      |                  |

## Riconoscimenti
Il Cagliari lo ha inserito nella sua Hall of fame, mentre nel 2023 è entrato a far parte della Hall of fame del calcio italiano.

## Palmarès

### Allenatore

#### Club
- Campionato italiano: 1

Cagliari: 1969-1970

#### Individuale
- Seminatore d'oro: 1

1966-1967
- Hall of Fame del calcio italiano (Postumo)[10]

2023